# Ismet Žunić
Ismet Žunić je hrvatski pjesnik i novelist iz BiH. Pisao je u Novom Beharu, El-Hidaje i zagrebačkim časopisima. Pjeva o mahalskim motivima. Stihovi su mu izlomljeni. Piše govorom mahaljana. 
Kad je AVNOJ krenuo s čistkama nepodobnih intelektualaca, u njima je nestao i Ismet Žunić, kao i kolege pjesnici Branko Klarić, Vinko Kos, Stanko Vitković i ostali.
2009. je objavljena njegova zbirka Ritam rata i poezije.
Smotra za pitanja povijesnog kontinuiteta hrvatske državnosti Država Hrvatska je svoj dvobroj 7-8 od 12. srpnja 2011. godine posvetila udjelu bosanskohercegovačkih muslimana u izgradnji hrvatske književnosti, a na naslovnici se nalazio Ismet Žunić.
Pjesma Ahbab je ranjen:
Tuga i očaj Bosnu ne vida.
Tako Ahbab zbori i zavoje skida
On veselo snatri i herojstvo zida....
Zemlja se smije jer ima šta piti,
To je vrela krvca što snijeg divno kiti.
Ahbab je ranjen,al ushićen klikti:
Bosna će srce Hrvatske biti......